# Kurisoo
Kurisoo este o arie protejată (arie specială de conservare — SAC, sit de importanță comunitară — SCI) din Estonia întinsă pe o suprafață de 47,4 ha, integral pe uscat.

## Localizare
Centrul sitului Kurisoo este situat la coordonatele 59°07′32″N 25°46′06″E / 59.1256°N 25.7683°E.

## Înființare
Situl Kurisoo a fost declarat sit de importanță comunitară în aprilie 2004 pentru a proteja . Situl a fost protejat și ca arie specială de conservare în august 2005.

## Biodiversitate
Situată în ecoregiunea boreală, aria protejată conține 2 habitate naturale: Taiga vestică, Păduri fino-scandinave bogate în ierburi cu Picea abies.
La baza desemnării sitului se află un număr nedeclarat de specii protejate: